# Золотий м'яч 1982
«Золотий м'яч 1982»

28 грудня 1982
Найкращий футболіст Європи: 
 Паоло Россі
 (вперше)

← 1981 * Золотий м'яч * 1983 →
Золотий м'яч 1982 року — 27-ме щорічне вручення нагороди найкращому футболісту Європи, за підсумками опитування від журналу «Франс Футбол».

## Процедура голосування
Участь у голосуванні за визначення найкращого футболіста в Європі взяли представники 26 футбольних асоціацій УЄФА, зокрема: Австрії, Англії, Бельгії, Болгарії, Греції, Данії, Ірландії, Іспанії, Італії, Люксембурга, Нідерландів, НДР, Польщі, Португалії, Румунії, СРСР, Туреччини, Угорщини, Фінляндії, Франції, ФРН, Чехословаччини, Швейцарії, Швеції, Шотландії та Югославії. Вп'яте поспіль серед респондентів не було представника Норвегії.
Кожен із членів журі обирав п'ятьох футболістів, які, на його думку, є найкращими гравцями Європи. За перше місце нараховували 5 очок, за друге — чотири, за третє — три, за четверте — два, за п'яте — одне очко. Переможець максимально міг отримати 130 очок.
Результати голосування були опубліковані 28 грудня 1982 року в журналі France Football (№ 1916).

## Підсумки голосування
Володарем нагороди став 26-річний нападник клубу «Ювентус» Паоло Россі, який у тому ж році у складі збірної Італії став чемпіоном світу, а також найкращим бомбардиром та гравцем турніру.
Паоло Россі став третім італійським футболістом в історії, після Омара Сіворі (1961) та Джанні Рівери (1969), який виграв «Золотий м'яч».
| Місце | Гравець               | Клуб                   | Країна  | Очки | %      | Місця | Місця | Місця | Місця | Місця | К-ть голосів |
| Місце | Гравець               | Клуб                   | Країна  | Очки | %      | 1-ше  | 2-ге  | 3-тє  | 4-те  | 5-те  | К-ть голосів |
| ----- | --------------------- | ---------------------- | ------- | ---- | ------ | ----- | ----- | ----- | ----- | ----- | ------------ |
| 1     | Паоло Россі           | Ювентус                | Італія  | 115  | 88.5 % | 21    | 1     | 2     |       |       | 24           |
| 2     | Ален Жиресс           | Бордо                  | Франція | 64   | 49.2 % |       | 8     | 6     | 5     | 4     | 23           |
| 3     | Збігнев Бонек         | Відзев (Лодзь) Ювентус | Польща  | 53   | 40.8 % |       | 7     | 5     | 4     | 2     | 18           |
|       |                       |                        |         |      |        |       |       |       |       |       |              |
| 4     | Карл-Гайнц Румменігге | Баварія                | ФРН     | 51   | 39.2 % |       | 7     | 4     | 4     | 3     | 17           |
| 5     | Бруно Конті           | Рома                   | Італія  | 48   | 36.9 % | 5     |       | 5     | 4     |       | 14           |
| 6     | Рінат Дасаєв          | Спартак (Москва)       | СРСР    | 17   | 13.1 % |       | 1     |       | 4     | 5     | 10           |
| 7     | П'єр Літтбарскі       | Кельн                  | ФРН     | 10   | 7.7 %  |       | 1     | 1     | 1     | 1     | 4            |
| 8     | Діно Дзофф            | Ювентус                | Італія  | 9    | 6.9 %  |       |       | 2     | 1     | 1     | 4            |
| 9     | Мішель Платіні        | Сент-Етьєн Ювентус     | Франція | 5    | 3.8 %  |       |       |       | 1     | 3     | 4            |
| 10    | Бернд Шустер          | Барселона              | ФРН     | 4    | 3.1 %  |       | 1     |       |       |       | 1            |
|       |                       |                        |         |      |        |       |       |       |       |       |              |
| 11    | Джанкарло Антоньйоні  | Фіорентіна             | Італія  | 3    | 2.3 %  |       |       | 1     |       |       | 1            |
| 12    | Бруно Пеццай          | Айнтрахт               | Австрія | 2    | 1.5 %  |       |       |       | 1     |       | 1            |
| 12    | Гаетано Ширеа         | Ювентус                | Італія  | 2    | 1.5 %  |       |       |       | 1     |       | 1            |
| 12    | Ерік Геретс           | Стандард               | Бельгія | 2    | 1.5 %  |       |       |       |       | 2     | 2            |
| 15    | Пауль Брайтнер        | Баварія                | ФРН     | 1    | 0.8 %  |       |       |       |       | 1     | 1            |
| 15    | Турбйорн Нільссон     | Гетеборг               | Швеція  | 1    | 0.8 %  |       |       |       |       | 1     | 1            |
| 15    | Вальтер Шахнер        | Чезена                 | Австрія | 1    | 0.8 %  |       |       |       |       | 1     | 1            |
| 15    | Марко Тарделлі        | Ювентус                | Італія  | 1    | 0.8 %  |       |       |       |       | 1     | 1            |
| 15    | Маріус Трезор         | Бордо                  | Франція | 1    | 0.8 %  |       |       |       |       | 1     | 1            |

## Цікаві факти
- Розподіл за амплуа серед 19 футболістів згаданих в анкетах наступний: 2 воротарі, 5 захисників, 8 півзахисників та 4 нападники.[3]
- Представник Італії втретє вигравав трофей «Золотий м'яч». Лідером за цим показником залишалися німці — 5 нагород, у  — Англії було 4, по три нагороди також мали Іспанія та Нідерланди.
- «Ювентус» став 6-м клубом представник якого виграв трофей «Золотий м'яч» більше одного разу. Найбільше таких нагород було в «Баварії» — 5, у «Манчестер Юнайтед», «Реала» (Мадрид) та «Барселони» — по 3 нагороди.
- 19 гравців згаданих в анкетах представляли 8 країн, з них найбільше було від Італії — 6, ФРН — 4, Франції — 3, від Австрії — 2 гравці.
- Відзначені в анкетах футболісти представляли лише 8 країн, що стало найменшим показником з початку проведення опитування (попередній найменший показник — 9 країн в опитуванні 1959 року).
- Втретє за час проведення опитування в списках номінантів не виявилося представників Англії, вчетверте — Іспанії.
- Представники ФРН 26 років поспіль були серед номінантів на нагороду, другий найкращий показник був у італійців — 23 поспіль попадання у заліки опитувань. Усього за 27 років вручення нагороди футболісти ФРН та Італії згадувалися в анкетах хоча б одного разу у 26-ти опитуваннях, гравці Англії згадувалися в анкетах у 24-х опитуваннях, Іспанії та Франції — у 23-х, СРСР — у 21-му, Швеції — у 19-ти, Угорщини, Югославії та Шотландії — у 18-ти, Нідерландів — у 17-ти опитуваннях.
- Німецькі футболісти найчастіше попадали в загальний залік опитувань — 98 разів, італійські — 83, англійські — 74, угорські — 47, іспанські та радянські — по 45, французькі — 44, нідерландські — 43 рази.
- Втретє лауреатом трофею став представник італійської першості. Лідером за цим показником залишався німецький чемпіонат — 8 трофеїв, у іспанської першості було 6, англійської — 4 трофеї.
- Всього в анкетах були згадані гравці із 12 клубів, серед них найбільше було представників «Ювентуса» — 6, «Баварії» та «Бордо» — по 2 гравці.
- Відзначені в анкетах футболісти представляли лише 12 клубів, що стало найменшим показником з початку проведення опитування (попередній найменший показник — 16 клубів в опитуванні 1966 року).
- Всього за 27 років в анкетах були згадані 337 футболістів із 149 клубів. Футболісти мадридського «Реала» були згадані в опитуваннях хоча б одного разу у 20-ти випадках, «Ювентуса» — у 18-ти, «Баварії» — у 17-ти, «Інтернаціонале» та «Манчестер Юнайтед» — у 16-ти, «Барселони» — у 15-ти, «Мілана» — у 14-ти, «Бенфіки» та празької «Дукли» — у 13-ти, «Тоттенгем Готспур», «Гамбурга», «Уйпешта» та «Аякса» — у 12-ти.
- Вперше в опитуваннях були згадані гравці 3 клубів, зокрема: «Бордо», «Гетеборга» та «Чезени».
- Загалом 337 футболістів представляли 27 країн. Лідерами за кількістю футболістів згаданих в анкетах за історію вручення нагороди були Англія та Італія — по 31 гравцю. До десятки найкращих входили також ФРН — 30, Франція — 24, СРСР — 21, Нідерланди та Іспанія — по 19, Югославія — 18, а також Угорщина та Чехословаччина — по 17 гравців.
- Цікаво, що останньою країною чий гравець потрапив до списків «Франс Футбол» була Греція у 1969 році. Відтоді протягом 13 років серед претендентів на нагороду не було жодного футболіста з інших країн Європи, окрім 27-ми згаданих раніше.
- Рекордсменами за кількістю попадань у заліки опитувань залишалися Франц Бекенбауер та Йоган Кройф — в обох по 12 номінацій, у Еусебіу було 11 номінацій, у Льва Яшина, Джанні Рівери та Герда Мюллера — по 10, Боббі Чарлтона та Сандро Маццоли — по 9 номінацій.
- Карл-Гайнц Румменігге вчетверте потрапив у чільну п'ятірку. Лідером за кількістю потраплянь у п'ятірку найкращих залишався Франц Бекенбауер — 10 разів, у найближчого переслідувача Йогана Кройфа було 7 потраплянь, 6 — у Еусебіу, у Мішеля Платіні та Луїса Суареса — по 5.
- «Ювентус» повторив рекорд «Бенфіки» (1961) за кількістю гравців з одного клубу згаданих в анкетах — в обох клубів по 6 футболістів.
- Вперше за 23 роки французький футболіст (Ален Жиресс) посів друге місце за підсумками опитування. Останнім таким гравцем був Раймон Копа у 1959 році.